# ベンゾニトリル
ベンゾニトリル(benzonitrile)は、芳香族化合物で、ベンゼンの水素原子の一つをニトリル基で置換した構造を持つ。省略してPhCNとも書かれる。この化合物は無色透明の液体で、甘いアーモンド臭を持つ。ベンズアミドの脱水反応か、ブロモベンゼンとシアン化ナトリウムの反応で合成される。消防法に定める第4類危険物 第3石油類に該当する。毒物及び劇物取締法の劇物に該当する。

## 性質
ベンゾニトリルは有用な溶媒で、多くの誘導体の前駆体でもある。アミンと反応させると加水分解の後、N-置換体のベンズアミドが生じる。これに臭化フェニルマグネシウムを反応させ、続いて加水分解させると、ジフェニルケトイミンPh2C=NH(b.p.151℃,8mmHg)が生じる。
ベンゾニトリルは後期の遷移金属と配位錯体を作ることができる。ベンゾニトリル配位子は強い配位子によって容易に置換されるので、ベンゾニトリル錯体は合成中間体として便利である。

## 歴史
ベンゾニトリルは1844年にヘルマン・フェーリングによって発見された。彼は、安息香酸アンモニウムを分解するまで熱した。その分解生成物の1つがベンゾニトリルであった。既に知られていたギ酸からシアン化水素が生じる反応から彼はこの生成物の構造を決定できた。また、彼は"ベンゾニトリル"という新語を作ったことにより、ニトリル類の物質が「ニトリル」と呼ばれることとなった。